# Tony Bauwens
Tony Bauwens (Ronse, 5 juni 1936 - 17 februari 2009) was een Belgische jazzpianist, -organist en -componist. Bauwens stond bekend in de jazzscene onder naam van ‘Especially Awaken’ Tony Bauwens.

## Biografie
Bauwens werkte vanaf de jaren 60 met o.a. Roger Vanhaverbeke en Fats Sadi. In 1974 werd hij pianist van het BRT Jazzorkest onder leiding van Etienne Verschueren. Daarnaast speelde hij met o.m. Jan Ptaszyn Wróblewski (Skleroptakin, 1976) en in de groepen The Bop Friends (met Nick Fissette, Etienne Verschueren, Roger Vanhaverbeke, Freddy Rottier) en The New Bop Friends. In de jaren 80 speelde hij ook met het BRT Jazz Orkest en Fats Sadi, verder was hij actief met de Belgian All Stars Big Band (The Music of Gasty Meyer - Changing Moods (1981), Benny Bailey en Toots Thielemans). Hij leidde het Tony Bauwens Sextet ((album Ka Atas, 1983), met Bert Joris, Marc Godfroid, Philippe Venneman, Marc Van Garsse en Tony Gyselinck). In de jazz was hij tussen 1973 en 2006 betrokken bij 23 opnamesessies.

## Bron
- Émile Henceval: Dictionnaire du jazz à Bruxelles et en Wallonie. Liège: Pierre Mardaga, 1991.

- Gemeinsame Normdatei: 1049157052
- International Standard Name Identifier: 0000 0001 2968 1653
- MusicBrainz: 3777989c-d646-4b85-9806-af74322f4c45
- Virtual International Authority File: 307304578
- WorldCat: E39PBJfcKmRcH4vBDcDyHXQ8YP